# 市原八幡郵便局
市原八幡郵便局（いちはらやわたゆうびんきょく）は千葉県市原市八幡に所在する郵便局。民営化前の分類では無集配特定郵便局であった。

## 概要
所在地：〒290-0062 千葉県市原市八幡1248

## 沿革
- 1872年（明治5年）7月1日 - 八幡郵便局として開局[1]。

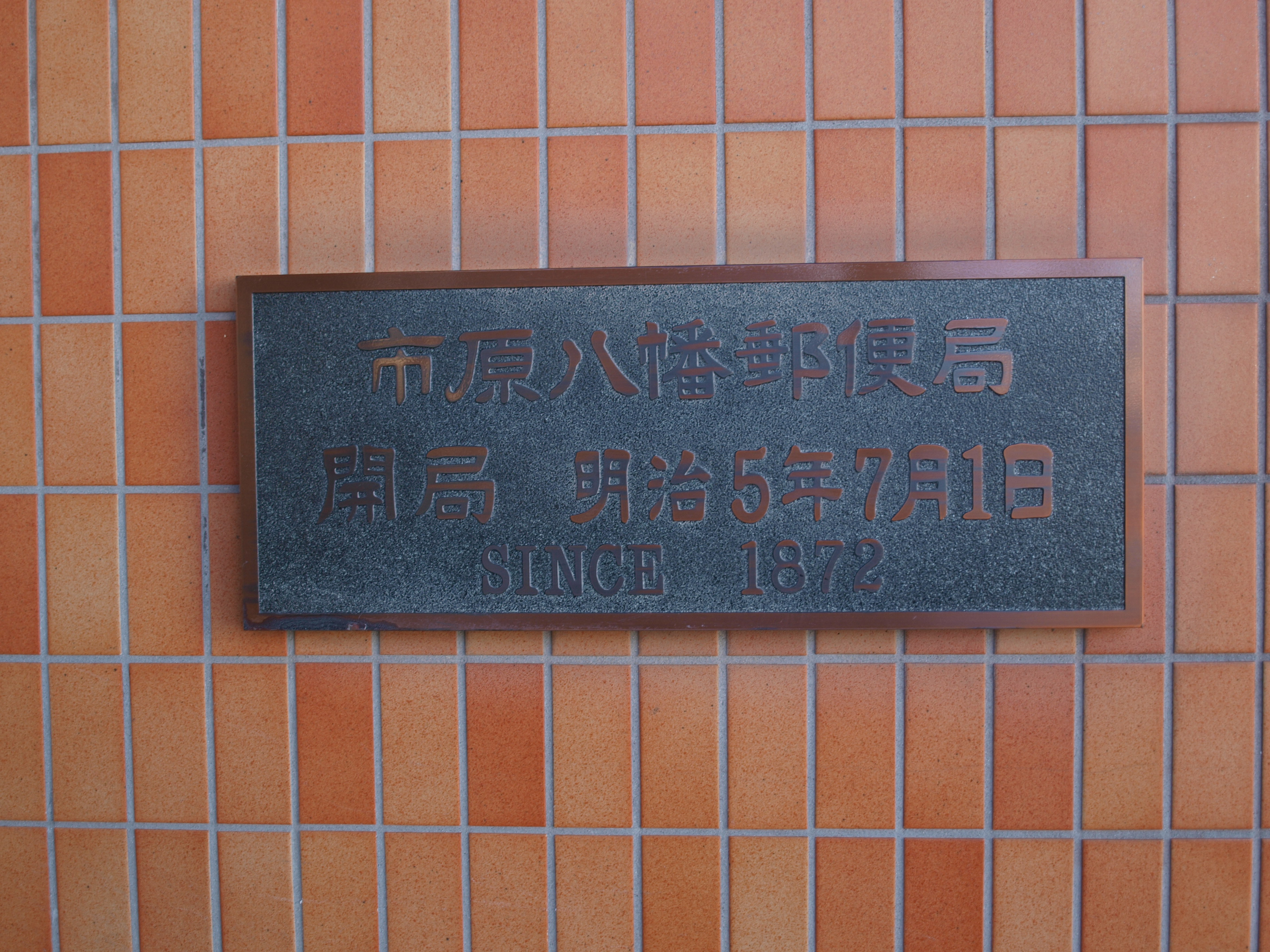
市原八幡郵便局 開局日を表示したプレート

- 1957年（昭和32年）4月1日 - 市原郵便局に改称。
- 1967年（昭和42年）9月11日 - 新しく開局した市原郵便局へ、五井郵便局とともに集配業務を移管。同時に当局が市原八幡郵便局として改称し、無集配郵便局化[2]。

## 取扱内容
- 郵便、印紙、ゆうパック、内容証明
- 生命保険、がん保険、バイク自賠責保険
- 貯金、貸付、為替、振替、振込、国際送金、外貨両替、国債
- ATM

## 周辺
- 八幡宿駅
- 白山神社
- 八坂神社
- 市原市役所市原支所
- 国道16号

## アクセス
- JR内房線 八幡宿駅から徒歩約5分
- 駐車場あり：5台